# Tiya Sircar
Tiya Nicole Sircar, née le 16 mai 1982 au Texas, est une actrice américaine.
Après une successions de rôles mineurs ou secondaires, à la télévision et au cinéma, c'est la série télévisée The Good Place (2016-2020) qui la révèle au grand public.
Elle est également active dans le domaine du doublage et prête sa voix pour des séries télévisées d'animations comme Star Wars Rebels, Star Wars : Forces du destin et Spirit : Au galop en toute liberté.

## Biographie

### Jeunesse et formation
Elle est originaire d'Arlington. Ses parents, deux professeurs d'université, sont originaires de Calcutta, en Inde. C'est d'ailleurs grâce à eux qu'elle s'intéresse, dès son plus jeune âge, à l'art. Elle pratique plusieurs styles de danses et après avoir suivi son premier cours de théâtre, à l'âge de sept ans, elle rêve alors d'une carrière dans le milieu du divertissement. Tiya Sircar fait ses études à l'Université du Texas à Austin ou elle obtient deux diplômes : l'un en commerce/marketing et l'autre en danse et théâtre. Elle déménage ensuite à Los Angeles pour poursuivre sa carrière professionnelle.

### Carrière
C'est à la télévision que l'actrice multiplie, rapidement, les rôles et les apparitions dans diverses séries télévisées (Dr House, Hannah Montana, Terminator : Les Chroniques de Sarah Connor, Greek et Numbers). Entre 2008 et 2009, elle joue dans trois épisodes de la série La Vie de croisière de Zack et Cody. En 2010, c'est dans Vampire Diaries qu'elle joue aussi un bref rôle récurrent.
Au cinéma, elle joue des rôles secondaires dans les longs métrages tels que 17 ans encore, Palace pour chiens et Sexe entre amis, popularisée par le duo Mila Kunis et Justin Timberlake. En 2012, elle joue dans le thriller Breaking the Girls de Jamie Babbit avec Agnes Bruckner, Madeline Zima et Shawn Ashmore.
En 2013, elle est à l'affiche du film Les Stagiaires. Cette comédie, portée par le tandem Owen Wilson et Vince Vaughn et qui met en avant l'entreprise Google, est un succès. Ce rôle lui permet de se faire remarquer et de remplacer, l'année suivante, l'actrice canadienne Krysta Rodriguez dans le rôle de Juliet pour le spin-off de How I Met Your Mother, intitulé How I Met Your Dad, qui ne verra finalement pas le jour,.
Entre-temps, l'actrice développe sa carrière et apparaît dans de nombreuses séries télévisées comme NCIS, Touch, Emily Owens M.D., Betas, Witches of East End, The Crazy Ones et bien d'autres.
En 2015, elle est le rôle titre du film indépendant Miss India America, qui est salué lors de festival du cinéma indépendant et lui vaut une récompense.
À partir de 2016, elle joue un rôle récurrent dans la série télévisée The Good Place portée par Kristen Bell. La série rencontre un franc succès et lui permet d'être choisie par la plateforme de vidéo à la demande, Netflix, pour jouer le rôle titre d'une comédie intitulée Good Sam,.
Entre 2017 et 2018, elle prête sa voix à l'un des personnages de la série télévisée d'animation Spirit : Au galop en toute liberté. Un exercice qui lui est familier puisqu'elle est la voix originale du personnage Sabine Wren dans les séries télévisées Star Wars Rebels et Star Wars : Forces du destin,,.
Elle apparaît aussi dans deux épisodes de la série Master of None.
Puis, elle est l'un des rôles principaux de la série comique Alex, Inc. qui marque le retour en vedette de Zach Braff, popularisé par Scrubs,. La série est cependant annulée, faute d'audiences, à l'issue de la première saison, mais les critiques saluent la performance comique de l'actrice,,.
En 2018, elle s'invite sur le plateau de Supergirl.
En 2020, The Good Place est arrêtée à l'issue de la quatrième saison,.

## Filmographie

### Cinéma

#### Courts métrages
- 2005 : Heavenly Beauties de Deborah Abbott : la danseuse indienne
- 2008 : The Rock Paper Scissors Show de Micah Baskir et David Brundige : Cecily

#### Longs métrages
- 2006 : The Insatiable de Chuck Konzelman et Cary Solomon : Lisa
- 2008 : Wings of Fear de Ilmar Taska : Amy
- 2009 : Palace pour chiens (Hotel for Dogs) de Thor Freudenthal : Marianne
- 2009 : 17 ans encore de Burr Steers : Samantha
- 2009 : Just Peck de Michael A. Nickles : Becca
- 2011 : Sexe entre amis de Will Gluck : l'hôtesse
- 2012 : The Domino Effect de Paula van der Oest : Sirisha
- 2012 : Breaking the Girls de Jamie Babbit : Piper Sperling
- 2013 : Les aventures de Billy Stone: le médaillon sacré de Bill Muir : Mohea
- 2013 : Les stagiaires de Shawn Levy : Neha
- 2013 : Sur la terre des dinosaures de Barry Cook et Neil Nightingale : Juniper (voix)
- 2015 : Miss India America de Ravi Kapoor : Lily Prasad
- 2019 : Good Sam de Kate Melville : Kate Bradley
- 2023 : Ghosted de Dexter Fletcher : Patti

### Télévision

#### Téléfilms
- 2011 : Georgetown de Mark Piznarski : Harper Hawley
- 2014 : How I Met Your Dad de Rob Greenberg : Juliet
- 2016 : Dumb Prince de Amy Poehler
- 2018 : Christmas Lost and Found de Michael Scott : Whitney Kennison
- 2019 : Noël à la une (Christmas 9 to 5) de Jill Carter : Jennifer Clarke
- 2020 : Christmas on Wheels de Marita Grabiak : Ashley

#### Séries télévisées
- 2007 : Acceptable TV : Running Bear (1 épisode)
- 2007 : House : la première étudiante (1 épisode)
- 2007 : Hannah Montana : Natasha (1 épisode)
- 2007 : Moonlight : la doctoresse (1 épisode)
- 2008 : Terminator: The Sarah Connor Chronicles : Zoey (1 épisode)
- 2008 : Greek : Emma (2 épisodes)
- 2008 : Numb3rs : Shaza Rafiq (1 épisode)
- 2008 : Privileged : Precious (1 épisode)
- 2008-2009 : La Vie de croisière de Zack et Cody : Padma (3 épisodes)
- 2009 : Phineas and Ferb : Mishti (voix, 1 épisode)
- 2010 : Championnes à tout prix : Morgan Webster (1 épisode)
- 2010 : Better with You : Reena (1 épisode)
- 2010 : The Vampire Diaries : Aimee Bradley (3 épisodes)
- 2011 : Georgetown : Harper Hawley (pilote non retenu)
- 2011 : NCIS : Lauren Donnelly (1 épisode)
- 2012 : Touch : Veronique / Nandu (1 épisode)
- 2013 : Emily Owens M.D. : Chloe (1 épisode)
- 2013 : Betas : Divya (1 épisode)
- 2013 : Witches of East End : Dr. Amy Matthews (4 épisodes)
- 2014 : The Crazy Ones : Allie (3 épisodes)
- 2014 : How I Met Your Dad : Juliet (pilote non retenu[4])
- 2014-2015 : Rebels Recon : Sabine Wren (voix, 12 épisodes)
- 2014-2018 : Star Wars Rebels : Sabine Wren (voix, 64 épisodes)
- 2016 : Dumb Prince : (pilote non retenu)
- 2016 : 12 Deadly Days : Pepper (mini-série, 2 épisodes)
- 2016-2020 : The Good Place : Eleanor Shellstrop/Vicky/Denise (18 épisodes)
- 2017 : Master of None : Priya  (2 épisodes)
- 2017 : The Mindy Project : Claire (1 épisode)
- 2017-2019 : Spirit : Au galop en toute liberté : Miss Flores / Kate Flores (voix, 33 épisodes)
- 2017-2018 : Star Wars : Forces du destin : Sabine Wren (voix, 9 épisodes)
- 2018 : Alex, Inc. : Rooni Schuman (10 épisodes)
- 2018 : Supergirl : Fiona (saison 4, épisodes 1 et 4)
- 2019 : La Ligue des justiciers : Nouvelle Génération : Meta-teen (voix, 1 épisode)
- 2020 : The Fugitive : Pitti Patel
- 2022 : The Afterparty : Jennifer

### Jeux vidéo
- 2015 : Star Wars Rebels: Recon Missions : Sabine Wren (voix)
- 2015 : Disney Infinity 3.0 : Sabine Wren (voix)

## Distinctions
Sauf indication contraire ou complémentaire, les informations mentionnées dans cette section proviennent de la base de données IMDb.

### Récompenses
- VC FilmFest - Los Angeles Asian Pacific Film Festival 2015 : meilleure actrice pour Miss India America

### Nominations
- Behind the Voice Actors Awards 2015 : 
  - meilleur doublage par une distribution dans une série télévisée pour Star Wars: Rebels
  - meilleur doublage féminin dans une série télévisée pour Star Wars: Rebels
- Behind the Voice Actors Awards 2018 : meilleur doublage par une distribution dans une série télévisée pour Star Wars: Rebels
- Gold Derby Awards 2018 : meilleure distribution dans une série télévisée pour The Good Place